# Jean-François Lyotard
Jean-François Lyotard (Versalles, 10 d'agost de 1924 - París, 21 d'abril de 1998), filòsof  francès associat al postestructuralisme i reconegut per la seva articulació del postmodernisme a la fi de la dècada del 1970.
Fou membre del grup Socialisme ou Barbàrie (Socialisme o barbàrie), un grup de l'esquerra crítica integrat per intel·lectuals francesos i creat el 1956 durant les revoltes d'Hongria en oposició a l'estalinisme del comunisme soviètic. Socialisme o barbàrie va adoptar posicions consellistes i denunciava l'URSS com una forma de capitalisme d'estat. El 1959, Jean-François Lyotard deixa Socialisme o barbàrie per fundar una nova organització d'ultraesquerra que s'anomenà Pouvoir ouvrier (Poder Obrer).
Professor a la Universitat de París VIII, a Saint-Denis, membre del Col·legi de França, professor emèrit de la Universitat de París, Lyotard va exposar en Li Différend (1983) que el discurs humà es desplega en un variat però discret nombre de dominis incommensurables, cap dels quals té el privilegi de passar o emetre judicis de valor sobre els altres. Sent així, en Economia libidinal (1974), La condició postmoderna (1979) i Au juste: Conversations (1979), Lyotard va atacar teories literàries contemporànies i va incitar al discurs experimental desproveït d'excessius interessos per la veritat. Va considerar que ja havia passat l'època dels "grans relats" o "metarelats" que intentaven donar un sentit a la marxa de la història.